# Fernand Augereau
Fernand Augereau (Naintré, 23 novembre 1882 – Combrée, 26 luglio 1958) è stato un ciclista su strada francese.
Professionista tra il 1902 e il 1911. Nel 1903 terminò al terzo posto il Tour de France. L'anno successivo vinse la Bordeaux-Parigi.

## Palmarès
- 1904

Bordeaux-Parigi

## Piazzamenti

### Grandi giri
- Tour de France

1903: 3º